# Forsyth (Georgia)
Forsyth is een plaats (city) in de Amerikaanse staat Georgia, en valt bestuurlijk gezien onder Monroe County.

## Demografie
Bij de volkstelling in 2000 werd het aantal inwoners vastgesteld op 3776.
In 2006 is het aantal inwoners door het United States Census Bureau geschat op 4171, een stijging van 395 (10,5%).

## Geografie
Volgens het United States Census Bureau beslaat de plaats een oppervlakte van
12,9 km², geheel bestaande uit land. Forsyth ligt op ongeveer 212 m boven zeeniveau.

## Plaatsen in de nabije omgeving
De onderstaande figuur toont nabijgelegen plaatsen in een straal van 28 km rond Forsyth.